# Мухаммад I (эмир Кордовы)
Мухаммад I (Абу АбдАллах Мухаммад ибн Абд ар-Рахман; араб. محمد بن عبد الرحمن الأوسط‎; умер в 886) — эмир Кордовы (852—886), сын Абд ар-Рахмана II, представитель династии Омейядов.

## Биография
Мухаммад I стал эмиром Кордовы в 852 году после смерти Абд ар-Рахмана II. Ему удалось в 862 году на некоторое время вернуть контроль над отложившимися от эмирата Туделой и Сарагосой, но вскоре он вновь утратил эти города. Его войска были разбиты Бану Каси и его союзником — христианским королём Леона. В 873 году от Кордовы вновь отложился Толедо, жители которого фактически образовали независимую республику. Мухаммад был вынужден признать её.
В Эстремадуре возникло другое независимое государство под управлением ибн Марвана, поднявшего восстание среди ренегатов Мериды и соседних областей. В конце концов он также добился признания своей независимости эмиром Кордовы, который уступил ему замок Бадахос.
Однако самое значительное восстание ренегатов произошло в конце правления Мухаммада. В 880 году Умар ибн Хафсун, происходивший из знатной вестготской семьи, поднял восстание в горной области Ронды на юге страны и создал собственное государство с центром в Барбастро. В последующие годы Умару удалось распространить свою власть почти на всю Андалусию. Ему подчинились Малага, Гранада, Хаэн и часть кордовской округи. Неоднократно Умар подступал к стенам самой Кордовы. Восстание, начатое Умаром, окончательно будет подавлено лишь в 928 году Абд ар-Рахманом III.